# El poder del amor (programa de televisión)
El poder del amor (conocido por sus siglas PDA) es un reality show producido por Production House y distribuido por Inter Medya. El programa es presentado por Vanessa Claudio en la primera temporada y durante la segunda temporada por Penélope Menchaca. El reality fue estrenado el lunes 16 de agosto de 2021.

## Historia
El poder del amor hizo su debut en la televisión el 16 de agosto de 2021 bajo la producción de Production House quienes habían creado el formato en Turquía. Es la versión latinoamericana del reality turco Kısmetse Olur, que anteriormente se adaptaron las versiones de México, Grecia, Rumania y Polonia, siendo el último país producida por ambas casas bajo la versión Pawer Of Love.
En la primera edición del reality fue conducido por la puertorriqueña Vanessa Claudio. Fue emitido en simultáneo en las emisoras Canal 11, TVN, TCS, Ecuavisa, La Tele, Red Uno, Canal 1, Latina y Wapa TV.
El 1 de diciembre de 2021 se confirmó que el reality se renovó a una segunda temporada. A partir de esta temporada conduce la mexicana Penélope Menchaca.
El 5 de junio de 2022 se confirmó la tercera temporada del reality, que volverá para inicios de 2023, siendo en esta ocasión una versión All Stars donde volverán participantes de las temporadas anteriores.

## Formato
El poder del amor se centra a modo de experimento social los romances e intimidad de un entorno latinoamericano. Participan nueve chicos y chicas de diferentes países, en que se viven en televisión casos de ligue, celos, y otro tipo de vivencias. Algunas parejas son consolidadas al finalizar la temporada.
El formato tiene una regla simple: Todos los concursante vivirán en la casa establecida llena de cámaras y no podrán salirse de ella. Cada sábado se elige a un representante de cada semana y los días viernes se toma a una pareja para una experiencia de viaje romántico a una ciudad de Turquía. Además, el público podrá escoger quienes se quedan de esta semana por votación.
En las primeras dos ediciones el monto del premio final fue de $15.000.

## Temporadas
| Temporada | Temporada | Episodios | Emisión original     | Emisión original        | Ganador/a                   | 2.do puesto                  | 3.er puesto                 | Ref.   |
| Temporada | Temporada | Episodios | Inicio               | Final                   | Ganador/a                   | 2.do puesto                  | 3.er puesto                 | Ref.   |
| --------- | --------- | --------- | -------------------- | ----------------------- | --------------------------- | ---------------------------- | --------------------------- | ------ |
|           | 1         | 126       | 16 de agosto de 2021 | 19 de diciembre de 2021 | Andreína Bravo Miguel Melfi | Shirley Arica Austin Palao   | Claudia Peña Alejandro Royg | [ 12 ] |
|           | 2         | 77        | 11 de abril de 2022  | 26 de junio de 2022     | Karina Linett Julián Torres | Lizbeth Cordero Mateo Varela | Woldie Duron Asaf Torres    | [ 13 ] |

## Participantes

#### Primera temporada
- Claudia Peña (Piña)
- Andrés Salvatierra
- Frederick Kelley
- Karoline Rodríguez
- Melissa Puerta
- Carla Muñoz
- Sebastián Tamayo Avendaño
- Miguel Ángel "Thor" Álvarez
- Renier Izquierdo
- Andreína Bravo Jara
- María Emilia "Mare" Cevallos
- Diego "Don Day" Álvarez
- Ricardo Delgado
- Elizabeth Cader
- Melissa Cardona
- Luis Ernesto "Luisao" Rivera Galdamez
- Mariela Lemus
- Grisel "Griss" Romero
- Amor Carlin Sandoval
- Jessica Stonem
- Diego David Luque
- Miguel Melfi
- Alejandro Royg
- Sergio Acuña
- Shirley Arica
- Austin Palao
- Andrea Nahir Ruiz
- Jessica Cristina Pérez
- Yilian Atkinson
- Jorge Alejandro Rodríguez Ríos
- Edgar Gabriel Rivera

#### Segunda temporada
- Alexandra Rocha
- Carolina Rodas
- Alessandro Jiménez
- Sergio "Baby" Méndez
- Gastón Alejandro Asín Schnurpfeil
- Melissa Porras
- Daniela "Kitty Miau" Jiménez
- Josué Caballero
- Mateo "Peluche" Varela
- Carolina Jaume
- Nathalie Carvajal
- Hernán del Pozo
- Logan y Logan
- Woldie Duron
- Gustavo Leone
- Karr Llenes
- Emmanuel Cano
- Karina Linett
- Julián Torres
- Alexandra Balarezo
- Luis Miguel Castro Sugobono
- Solimar Figueroa
- Lizbeth Cordero
- Asaf Torres
- Fredito Mathews